# Achille Costa
Achille Costa (10. srpna 1823 Lecce – 17. listopadu 1898 Řím) byl italský entomolog.
Byl synem zoologa Oronzia Gabriela Costy (1787–1867). V letech 1848 až 1849 byl asistentem svého otce na katedře zoologie neapolské univerzity. 26. února 1852 na této škole dokončil studium medicíny. 29. října 1860 byl zde jmenován profesorem zoologie. Od roku 1850 Costa zveřejnil celou řadu dokumentů o fauně v neapolském regionu.